# Juan Allende-Blin
Juan Allende-Blin (født 24. februar 1928 i Santiago de Chile, Chile) er en chilensk komponist, lærer og professor.
Allende-Blin studerede komposition som ung med sin onkel Humberto Allende. Han fortsatte senere studierne på Universitetet i Santiago, og på sommerkurser i Darmstadt med Olivier Messiaen. Allende-Blin har skrevet orkesterværker, kammermusik, kantater, korværker, balletmusik, elektronisk musik, sange og solostykker for mange instrumenter. Han var professor i musikanalyse på Universitetet i Santiago (1954-1957). Han komponerer i avantgardestil.

## Udvalgte værker
- Transformationer (1952, 1960) - for messinginstrumenter, slagtøj, cembalo og klaver.
- Rejsen (2001) - for kantate, baryton og ti instrumenter.
- Magnetfelter (19?) - for klaver, klarinet, kontrabas og bånd.
- Strygekvartet (1995)